# Brenton Broadstock

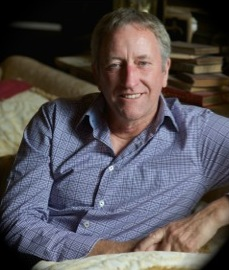
Brenton Broadstock

Brenton Thomas Broadstock AM (* 12. Dezember 1952 in Melbourne) ist ein australischer Komponist.

## Leben
Broadstock wurde in eine Familie geboren, die der Heilsarmee anhing. Er studierte zunächst Geschichte, Politik- und Musikwissenschaften an der Monash University in Melbourne. Später studierte er Komposition und Musiktheorie bei Donald Freund an der University of Memphis und bei Peter Sculthorpe an der Universität Sydney. 1987 erlangte er den Doctor of Music.
Von 1982 bis 2006 unterrichtete er in Melbourne, zuletzt als Professor für Komposition. 1988 war er Stipendiat der Civitella Ranieri Foundation und Rockefeller-Stiftung am Bellagio Center in Italien. 1990 wurde seine 2. Sinfonie der Tribune internationale des compositeurs der UNESCO vorgestellt. 1999 war er Gastprofessor an der Indiana University Bloomington. Sein Werk Gates of Day wurde anlässlich des Melbourne International Festival of the Arts 2001 mehr als 10000 Gästen vorgespielt. 2008 erklang seine Musik bei der Eröffnungsfeier der Olympischen Sommerspiele 2008 in Peking. 2009 war er Composer in Residence beim Melbourne Symphony Orchestra.
Seine Kompositionen waren u. a. bei Musik-Biennale Berlin, Darmstädter Ferienkursen, Musica Viva und BBC Proms vertreten.
2014 wurde er zum Member des Order of Australia ernannt.

## Preise
- 1981: Erster Preis beim Townsville Pacific Festival's National Composition Competition
- 1984: Albert H. Maggs Composition Award
- 1987: Hambacher Preis
- 1989: Sounds Australian National Music Critics' Award
- 1994: Paul Lowin Song Cycle Award
- 1997: Jean Bogan Prize
- 1998: Michelle Morrow Memorial Award
- 1999: Don Banks Award
- 2001: Victorian Award des Australian Music Centres